# Нтсай, Кристиан
Кристиан Луи Нтсай (малаг. Christian Louis Ntsay ; род. 27 марта 1961, Анциранана) — малагасийский политический и государственный деятель, дипломат. Премьер-министр Мадагаскара с 6 июня 2018 года. Министр туризма Мадагаскара (2002—2003). Технократ.

## Биография
В 1982—1985 годах обучался на факультете права, экономики, менеджмента и социологии Университета Антананариву (Мадагаскар). В 1985—1986 годах — в Центре финансовых, экономических и банковских исследований Париж / Марсель (Франция).
В 1985—1986 годах — младший аудитор на верфи Sud Marine Enterprise, Марсель, Франция. В 1986—1992 годах — административный и финансовый директор, заместитель управляющего директора и управляющий директор верфи SECREN, Мадагаскар. В 1992—1998 годах — национальный координатор проекта технического сотрудничества МОТ/ПРООН.
В 1993—1997 годах — Управляющий директор нефтяной компании SOLIMA, Мадагаскар. В 1996—2002 годах — Председатель Совета директоров государственных туристических заведений SMTH (Hilton) и CCM (Andilana Beach).
В 1998—2007 годах — национальный и международный консультант Программы развития ООН, Всемирного банка, Фонда ООН в области народонаселения, Европейского Союза, Международного торгового центра в различных областях: отраслевые, национальные и тематические исследования и опросы, разработка и оценка проектов / программ, занятость, компании, местные развитие, человеческое развитие, разработка ОСО / ЮНДАФ, международная торговля для МОК и САДК, молодёжь, питание, развитие сельских районов.
В 1997—2007 годах работал исполнительным председателем организации «Предприятия на Мадагаскар».
В 1999—2007 годах — международный эксперт МОТ в области занятости и бизнеса в Сенегале, Камеруне, Коморских Островах, Мадагаскаре, Мавритании, Демократической Республике Конго, Бенине и Маврикии.
С 2008 года был представителем Международной организации труда (МОТ) на Коморских Островах, Мадагаскаре, Маврикии и Сейшельских Островах. До назначения на пост работал в ООН/ПРООН.
Женат, имеет двоих детей. 
Свободно владеет малагасийским, английским и французским языками. Занимался исследованиями, автор публикаций по экономике, политической экономии, финансам, предпринимательству, занятости молодёжи, продвижению прав.